# エルゴード性
数学においてエルゴード性(エルゴードせい、英語: Ergodicity)とは、力学系であれ確率過程であれ、力学系の一点は最終的に、その系が移動する空間のすべての部分を一様かつランダムに訪れるという考え方を表す。
このことは、システムの平均的な振る舞いが「典型的な」点の軌跡から推測できることを意味する。同様に、ある過程から得られた十分に大きな無作為標本の集まりは、その過程全体の平均的な統計的性質を表すことができる。エルゴード性はシステムの性質であり、システムをより小さな構成要素に縮小したり因数分解したりすることはできないという声明である。エルゴード理論とは、エルゴード性を持つシステムの研究である。
エルゴード系は物理学や幾何学の幅広い分野で見られる。これは、粒子の運動、つまり双曲多様体上の測地線が発散する、という共通の現象によるものと大まかに理解できる。その多様体がコンパクト、つまり有限の大きさである場合、それらの軌道は同じ一般的な領域に戻り、最終的には空間全体を満たす。
エルゴードシステムは、煙が充満した部屋全体に煙が充満するようになるとか、金属の塊が最終的に同じ温度になるとか、公平なコインをひっくり返しても半分の確率で表と裏が出るといった、常識的で日常的なランダム性の概念を捉えている。エルゴード性よりも強力な概念は混合性であり、飲み物を混ぜたり料理の材料を混ぜたりするような、混合に関する常識的な概念を数学的に記述することを目的としている。
エルゴード性の適切な数学的定式化は、測度論と力学系の正式な定義、特に測度保存力学系の概念に基づいている。エルゴード性の起源は統計物理学にあり、ルートヴィッヒ・ボルツマンがエルゴード仮説を定式化した。

## 一般化
エルゴード性の定義は群作用についても意味を持つ。古典的な理論（可逆変換の場合）は{\displaystyle Z} または {\displaystyle R} の作用に対応する。
非可換群では、コンパクトな計量空間上でも不変測度が存在しないかもしれない。しかし、エルゴード性の定義は不変測度を準不変測度で置き換えても変わらない。
例として、半単純リー群（あるいはその中の格子）の「Furstenberg boundary」に対する作用がある。
すべての飽和部分集合がヌルかconullである場合、測定可能な同値関係はエルゴードであると言われる。

## 参考資料
- Walters, Peter (1982). An Introduction to Ergodic Theory. Springer. ISBN 0-387-95152-0
- Brin, Michael; Garrett, Stuck (2002). Introduction to Dynamical Systems. Cambridge University Press. ISBN 0-521-80841-3